# بكتين الحمضيات المعدل
بكتين الحمضيات المُعدّل (بالإنجليزية: Modified citrus pectin)‏ ويُدعى اختصاراً MCP، كما يعرف أيضاً ببكتين الحمضيات، هو شكل مُعدّل وأكثر قابلية للهضم من البكتين. يتم الحصول عليه من قشور، وبذور، ولب الثمار الحمضية باستخدام عمليات استخراج كيميائية.
يتواجد بكتين الحمضيات المُعدّل على شكل مكملات غذائية ضمن العلاجات البديلة لمرض السرطان وهو تحت البحث لتحديد قدرته على رفع كفاءة العلاج الكيميائي التقليدي، لكن لا يوجد أي دليل يثبت قدرته على منع أو علاج السرطان في خلايا الإنسان.

## السمّية والأعراض الجانبية
على الرغم من أن بكتين الحمضيات المُعدّل أسهل للهضم من بكتين الحمضيات الطبيعي إلا أنَّ الأشخاص الذين يعانون من حساسية البكتين سوف يتعرضون للإسهال أو لآلام المعدة عند تناولهم لكلى النوعين من بكتين الحمضيات.
بشكل عام، يُعتبر البكتين مكوّن آمناً تم استخدامه منذ عقود لاستحلاب الطعام المُصنَّع; لذلك، يُعتبر البكتين وبكتين الحمضيات المٌعدّل GRAS (من المعترف به بشكل عام على أنه آمن) من قبل منظمة الغذاء والدواء الأمريكية (FDA).